# Joshua Barney
Joshua Barney (6. julij 1759 – 1. december 1818) je bil ameriški mornariški častnik, ki je služil v kontinentalni mornarici med ameriško revolucionarno vojno in v francoski mornarici med francoskimi revolucionarnimi vojnami. Kasneje je dosegel čin komodorja v ameriški mornarici in služil v vojni leta 1812.